# Мончони
Мончони је насеље у Италији у округу Арецо, региону Тоскана.
Према процени из 2011. у насељу је живело 220 становника. Насеље се налази на надморској висини од 518 м.